# كريستا فيرنوف
{{صندوق معلومات شخص
| الاسم = كريستا فيرنوف
| الصورة = 
| تعليق الصورة = 
| حجم الصورة = 
| الاسم عند الولادة = 
| تاريخ الولادة = كريستا فيرنوف (من مواليد 25 أكتوبر 1971)   هي كاتبة سيناريو تلفزيونية أمريكية ومخرجة ومنتجة تنفيذية ومديرة برامج.نالت شهرتها بإدارة الدراما الطبية التليفزيونية تشريح غراي  (2007–11،  2017 حتى الوقت الحاضر) وعملها في المحطة 19 (2019 إلى الوقت الحاضر). كما عملت منتجةً وكاتبةً تنفيذية للنسخة الأمريكية من وقاحة. تشمل الأعمال الأخرى كمنتج وكاتب للتلفزيون Charmed و ووندرفولس .
رُشحت فيرنوف لثلاث ترشيحات لجائزة Emmy Award عن مسلسل تشريح غراي، واثنان كمنتج لأفضل ترشيحات المسلسل الدرامي في المسلسل في عامي 2006 و 2007 وكما رُشحت ترشيحاً شخصياً واحد عام 2006 لأفضل كتابة درامية عن حلقتها " Into You Like a Train "، حلقة نالت استحسانًا كبيرًا بعد سنوات من بثها الأولي وتم الترحيب بها كأفضل حلقة فردية في The AV Club . 
في عام 2017، طلبت شوندا رايمز من فيرنوف العودة إلى تشريح غراي والعمل للموسم الرابع مع عقد إحتكار كامل، بعد أن وقعت صفقة لمغادرة أيه بي سي لـصالح نتفليكس وستاسي ماك كي، مدير البرنامج السابق، تركوا العمل على المسلسل للتفرغ للعمل على المحطة 19.وعام 2019 تولت فيرنوف إدارة مسلسل المحطة 19 بعد مغادرة ماك كي، بالإضافة لذلك، وقعت فيرنوف على صفقة شاملة لعدة سنوات مع شركة أيه بي سي لإنتاج مشاريع جديدة لهم، وإطلاق هذا تحت إنتاجات رحلة الضوء حيث تعمل كرئيسة.

## بداياتها
التحقت فيرنوف بمدرسة تروي الثانوية في نيويورك، وتخرجت منها عام 1989. أشادت بالمدرسة في حلقة الموسم السابع من تشريح غراي، عبر أغنية (alma mater). ثم درست في جامعة بوسطن.  كان حلمها أن تصبح طبيبةً بيطرية عندما تكبر لكنّه آلَ إلى التمثيل، والتوجه لدراسته الأكاديمية. لم تكتشف موهبتها في الكتابة حتى سن العشرينات.

## الحياة الشخصية
تنحدر فيرنوف من عائلة يهودية. توفي والدها بوب فيرن عام 2001. فيما أعدت حلقة من جزأين ضمن مسلسل تشريح غراي تحية له.  لديها ابنة تدعى كوزيت.  سمّتها بناءً على شخصية البؤساء التي تحمل نفس الاسم. لديها أيضا ابن بالتبني  وابن من زوجها.

## العمل والمسار المهني

### التلفاز
أشارت فيرنوف أنّها كانت في الثامنة والعشرين من عمرها عندما أُجريت معها أول مقابلة عمل لكتابة سيناريو. ودعتها «بالإساءة الهجومية القوية» عندما سألها مدير البرنامج: «لقد أحببت نصك. هل ساعدك أحدهم في كتابتها؟» بعد أن رمقها بنظرة كاملة لمدة دقيقة. 
أغلب أعمال فيرنوف كانت على التلفاز بصفة كاتبة سيناريو (أو مديرة للنص التلفزيوني). عملت في عدد من البرامج التلفزيونية الأمريكية، بما في ذلك برنامج المسحورات، من 2000 إلى 2004. بدأت عملها بالتحرير القصصي وأصبحت منتجة مساعدة للعرض. بعد ذلك، أصبحت كاتبة ومنتجة لبرنامج شبكة فوكس التلفزيونية المسمى ووندرفولس، الذي تم بثه في عام 2004. وقد كتبت أيضًا حلقة واحدة للدراما الطويلة والقانون والنظام - (الموسم 10، الحلقة 14، "Sundown").
شاركت في كتابة حلقات التقاطع للممارسة الخاصة - (الموسم 2، الحلقة 16، «الحياة السابقة»، الموسم 3، الحلقة 11، «فرصة ثانية أخرى») وكتبت حلقة واحدة للموسمين الثاني إلى الخامس.
انضمت إلى قناة شوتايم عام 2012 ككاتبة وعملت ضمن مسلسل (وقاحة). باللإضافة لعملها كمساعد منتج تنفيذي.
فيما انضمت إلى دعم نقابة الكتاب الأمريكية الغربية عام 2019، للوقوف ضد وكلائهم في جمعية وكالة المتميزين ATA والأعمال غير العادلة في تغليف الأفلام ، حيث قامت بنشر رسالة توضح فيها أسباب اتخاذها لهذا القرار ودعمها للنقابة. 

#### تشريح غراي
تحصد فيرنوف شهرتها من عملها ضمن الفريق الإبداعي للمسلسل الدرامي تشريح غراي، وينسب الفضل لها بعملها منتجاً تنفيذياً، وكتابتها العديد من حلقات المسلسل، والذي رشحت عبر إحداها "Into You Like a Train" لجائزة إيمي لأأفضل كتابة.
تجدر الإشارة إلى فيرنوف عند ذكر كلمة «بجد (ٍSeriously)» المضافة إلى حوارات المسلسل، حيث تقول منشئة وكاتبة المسلسل شوندا رايمز أن فيرنوف تستخدم هذه الكلمة بشكل كبير في غرف الكتابة وقولها بشكل صحيح قد يثير السخرية والخوف والإنكار والعديد من المشاعر المتراكبة دفعة واحدة. فيما كتبت الحلقتين "Six days part1 - part 2" للإبقاء على ذكرى والدها وتحية له حيث يظهر فيها وفاة والد جورج أومالي (جورج دزوندزا) بذات الطريقة التي توفي فيها والد الكاتبة فيرنوف، فيما أعلنت قناة أيه بي سي الأميركية في مايو 2007، أن فيرنوف ستصبيح مُسيرة المسلسل ورئيس الكُتّاب بدءاً من موسم خريف 2007. وقد تخلت فيرنوف ع منصبها في تشريح غراي عام 2011، ومن ثمَّ أعلنت عن عودتها إلى الموسم الرابع عشر منه في 28 أبريل 2017

## مسرح
ظهرت فيرنوف أيضاً ككاتبة مسرجية عن عملها «أنا وقيثارتي ودون هينلي» الذي عُرض على مسرح بروداي الخارجي في أكتوبر عام 2006.

## روابط خارجية
- كريستا فيرنوف على موقع IMDb (الإنجليزية)
- كريستا فيرنوف على موقع ألو سيني (الفرنسية)
- كريستا فيرنوف على موقع قاعدة بيانات الفيلم (الإنجليزية)
- كريستا فيرنوف على موقع كينوبويسك (الروسية)
- مدونة كتاب Grey Anatomy Writers نسخة محفوظة 11 نوفمبر 2017 على موقع واي باك مشين. - مدونة كُتّاب تشريح غراي، بما في ذلك بعض الإدخالات التي كتبتها كريستا فيرنوف.
- Wonderfalls Shooting Scripts - نصوص من ووندرفولس، المسلسل الذي عملت كريستا فيرنوف عليه.